# 宣誓危机

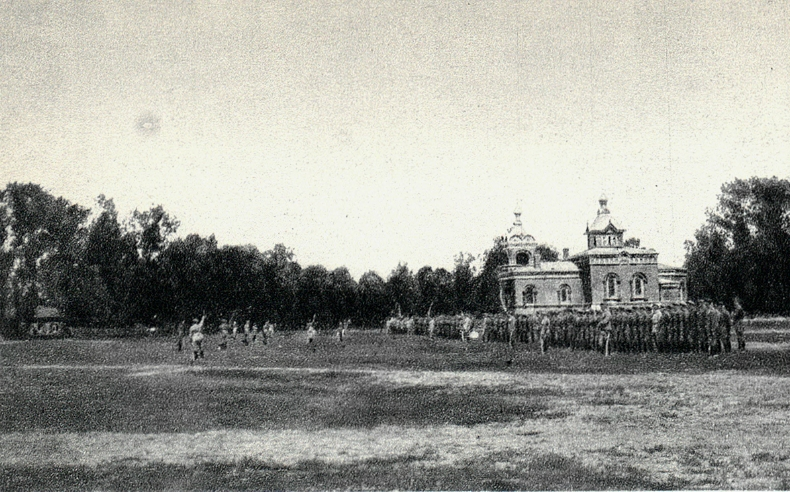
宣誓危机

宣誓危机是一战期间的一场政治冲突，冲突一方是德意志帝國陸軍指挥层，另一方是约瑟夫·毕苏斯基领导的波蘭軍團。
毕苏斯基在一战爆发之初支持同盟國阵营，希望借助奥匈帝国、德意志帝國击败俄羅斯帝國。但在俄罗斯于1917年战败后，毕苏斯基發現同盟國並非真心想讓波蘭獨立。根據1916年颁布的《11月5日法案》成立的波兰王国不過就是德意志帝國的傀儡政权。
此时，毕苏斯基决定转换阵营，争取协约国势力——特别是英法两国——对波兰独立事业的支持。1917年7月，同盟国要求波兰军团官兵向德皇威廉二世宣誓效忠。在毕苏斯基的劝说下，军团第1旅和第3旅的大部分官兵都拒绝宣誓。最后，军团中持有奥地利帝国国籍者（约3000人）被强征入奥匈帝国陆军，全都被降级为二等兵，之后被送上義大利戰線；而生于波兰的其他被占领地区的人则被关入位于贝尼亚米诺夫（Beniaminów）和什切皮奥尔诺（Szczypiorno）的战俘营。仍有大约7500名官兵留在波兰军团残部之中。毕苏斯基和他的参谋长卡齐米日·索斯科夫斯基于7月22日被逮捕，而且被关进了位于马格德堡的德军要塞。